# فرنسيسكو إستيفيه
فرنسيسكو إستيفيه (بالإسبانية: Francisco Estévez) هو ملحن إسباني، ولد في 1945 في مدينة الداخلة في المغرب.

## روابط خارجية
- فرنسيسكو إستيفيه على موقع IMDb (الإنجليزية)